# Высоконогий африканский жаворонок
Высоконогий африканский жаворонок (лат. Chersomanes albofasciata) — вид воробьиных птиц из семейства жаворонковых (Alaudidae).

## Описание
Длина тела 15 см, масса 20—36 г. Клюв длинный, тонкий, слегка изогнут книзу. Хвост короткий с белой окантовкой внизу. Грудь и живот изменяются от рыжего до светло-коричневого, контрастируя с белым подбородком и горлом.

## Песня
Песнь — короткая трель «пири-пири-пири».

## Распространение
Обитает на юге Анголы, в Ботсване, Конго, Лесото, ЮАР. Населяет сухие тропические и субтропические кустарниковые саванны. Предпочитает луга, покрытые редким кустарником.

## Образ жизни
Живет парами или группами до 10 особей. Группы кормятся на земле, в то время как дозорный наблюдает за обстановкой, сидя на кусте. Основу питания составляют беспозвоночные, а также семена и плоды.